# Евробит
Евроби́т (англ. Eurobeat) — жанр электронной музыки, появившийся в конце 1980-х гг, форма раннего британского данс-попа, представляет собой совмещение двух жанров, Italo Disco и Hi-NRG. Жанр характерен жестким синтезаторным звучанием. Ранние композиции (до середины 90-х) отличались средним темпом (125—150 BPM), поздние же имели более быстрый темп (140—190 BPM) и нередко сопровождались жёсткими электрогитарами.
Изначально евробит — разновидность итало-диско 80-х (самый характерный пример — песня «Sucker for Your Love» группы Barbarella), а также обобщённое название диско того времени в Великобритании. Большое собрание песен в стиле евробит находится в серии сборников That’s Eurobeat, которая выходила в 1986—1994 годах и состоит из 44-х выпусков. Этот стиль не имеет практически ничего общего с тем, что именуется евробитом сейчас. В свою очередь, «нынешний» евробит, то есть популярная в Японии разновидность евродэнса с быстрым темпом и жёсткими гитарами была названа «Super Eurobeat» самими японцами. Серия сборников Super Eurobeat выходила в Японии с 1990 года по 2018 год, всего издано 250 выпусков

## История
Во 2-й половине 1980-х Italo disco начинает отходить от мелодизма раннего периода 1983—1984 годов, представленного в работах Savage, Gazebo и других исполнителей. Звучание становится более жестким, в музыкальных композициях нередко прослеживается влияние хауса. Продюсеры раскручивают коллективы играющие рэп, хипхоп, техно. Роберто Дзанетти (Savage) создаёт рэп-проект Ice MC.
На этом фоне стартует евробит — более энергичный стиль, способный, по мнению продюсеров, удержать музыкальный рынок. Ключевая роль здесь принадлежала Мауро Фарине — итальянскому композитору, аранжировщику, продюсеру и вокалисту ряда диско-проектов. Им также выпущены работы под собственным именем.
Но на рубеже 1980-х—1990-х диско-музыка все же вытесняется с танцполов хаусом и хип-хопом. Создателям евробита удалось переориентироваться на азиатский музыкальный рынок, особенно японский, и удержаться там до 1992—1994 годов.
Есть также другое мнение, что само понятие «евробит» появилось благодаря очень популярной тогда в Японии группе «Arabesque», которые и принесли японцам новое для них звучание итало-диско, названное по неизвестным причинам «евробитом».
Ведущие исполнители итальянского евробита — Mauro Farina, Clara Moroni, Elena Ferretti, Antonella Melone, Emanuela Gubinelli, Alessandra Mirka Gatti,Tomas Marin, Annerley Gordon, Fernando Bonini, Giancarlo Pasquini, Gino Caria, Elena Gobbi Frattini, Gianni Coraini, Maurizio De Jorio и др. — обеспечивали вокал для многочисленных евробит и Hi-NRG музыкальных проектов 90-х годов. Следует отметить, что для артистов евробита (и Hi-NRG 90-х), особенно итальянского, свойственно петь под разными псевдонимами, в то же время под одним и тем же псевдонимом (музыкальным проектом) нередко поют разные одиночные вокалисты.
Среди поклонников диско нет единого мнения по поводу евробита. Одни считают его всего лишь эволюционной ветвью стиля, другие — результатом его упадка.
Пионером советского евробита можно считать группу «Форум» с песней «Островок», вышедшей на альбоме Белая ночь в 1984 году. С конца 1980-х по начало 1990-х некоторые советские и российские популярные группы и исполнители, такие как «Мираж», «Фея» и Светлана Разина, «Комиссар», Рома Жуков, «Гран-при», «Ласковый Май» (песни «Ну что же ты…» и «Лето»), Каролина (песня «Летний дискобар»), «Звёзды» и Наталья Гулькина, Кристина Корп., Арамис (песня «Девочка ждёт»), «Маленький Принц», «Весёлые Ребята» (песня «Пришла пора»), «Фристайл» (песня «Я тебе не верю»), Андрей Державин (песня «Без тебя»), Сергей Минаев (песни «22 притопа» и др.), Кар-Мэн (песня «Моя девочка из Америки») играли евробит.